# Cabo Castex
Cabo Castex (spanisch) ist ein Kap am südöstlichen Ausläufer von Low Island im Archipel der Südlichen Shetlandinseln. Es liegt am Kap Hooker.
Argentinische Wissenschaftler benannten es. Der weitere Benennungshintergrund ist nicht überliefert. Wahrscheinlicher Namensgeber ist Generalmajor Pedro Castex Lainford (1898–1969), der Leiter der argentinischen Luftstreitkräfte von 1945 bis 1946.